# روبرتو سولديتش
روبرتو سولديتش (بالكرواتية: Roberto Soldić) مواليد 25 يناير 1995 في البوسنة والهرسك، هو ملاكم كرواتي محترف.

## روابط خارجية
- روبرتو سولديتش على موقع بوكس ريك (الإنجليزية) (registration required)
- روبرتو سولديتش على موقع شيردوغ (الإنجليزية)
- روبرتو سولديتش على موقع Tapology.com (الإنجليزية)
- روبرتو سولديتش على موقع فايت ماتريكس (الإنجليزية)
- روبرتو سولديتش على موقع إي إس بي إن (الإنجليزية)